# With the Enemy's Help
With the Enemy's Help è un cortometraggio muto del 1912 diretto da Wilfred Lucas.

## Produzione
Il film fu prodotto dalla Biograph Company.

## Distribuzione
Distribuito dalla General Film Company, il film - un cortometraggio in una bobina - uscì nelle sale cinematografiche USA il 19 agosto 1912.
Non si conoscono copie ancora esistenti della pellicola che viene considerata presumibilmente perduta.